# Antonfrancesco Vivarelli Colonna
Antonfrancesco Vivarelli Colonna (n. 24 noiembrie 1969, Florența, Italia) este un politician italian, primarul Grossetei (din 2016) și președinte al provinciei Grosseto (2017–2021).